# Opsiphanes bassus
Opsiphanes bassus är en fjärilsart som beskrevs av Felder 1866. Opsiphanes bassus ingår i släktet Opsiphanes och familjen praktfjärilar. Inga underarter finns listade i Catalogue of Life.